# Elezioni comunali in Piemonte del 1980
Le elezioni comunali in Piemonte del 1980 si tennero l'8-9 giugno.

## Provincia di Torino

### Torino
| Partito                                                          | Partito                                      | Voti    | %     | Seggi | Differenza (%) | /       |
| ---------------------------------------------------------------- | -------------------------------------------- | ------- | ----- | ----- | -------------- | ------- |
|                                                                  | Partito Comunista Italiano                   | 296 372 | 39,26 | 33    | 1,41           | 2       |
|                                                                  | Democrazia Cristiana                         | 177 562 | 23,52 | 20    | 0,63           | Stabile |
|                                                                  | Partito Socialista Italiano                  | 108 912 | 14,43 | 12    | 1,68           | 2       |
|                                                                  | Partito Liberale Italiano                    | 50 088  | 6,64  | 5     | 1,09           | 1       |
|                                                                  | Movimento Sociale Italiano-Destra Nazionale  | 39 766  | 5,27  | 4     | 0,71           | 1       |
|                                                                  | Partito Socialista Democratico Italiano      | 34 173  | 4,53  | 3     | 2,97           | 3       |
|                                                                  | Partito Repubblicano Italiano                | 28 533  | 3,78  | 3     | 0,76           | Stabile |
|                                                                  | Democrazia Proletaria                        | 8 731   | 1,16  | 0     | 0,13           | 1       |
|                                                                  | Partito di Unità Proletaria per il Comunismo | 4 869   | 0,65  | 0     | -              | -       |
|                                                                  | Per Torino                                   | 4 417   | 0,59  | 0     | -              | -       |
|                                                                  | Lega Comunista Rivoluzionaria                | 1 052   | 0,14  | 0     | -              | -       |
|                                                                  | Lega Socialista Rivoluzionaria               | 405     | 0,05  | 0     | -              | -       |
| Totale                                                           | Totale                                       | 754 880 | 100   | 80    |                |         |
| Votanti                                                          | Votanti                                      | 796 829 | 89,39 |       |                |         |
| Elettori                                                         | Elettori                                     | 891 418 | 100   |       |                |         |
| Fonte: Archivio storico delle elezioni - Ministero dell'Interno. |                                              |         |       |       |                |         |

### Alpignano
| Partito                                                          | Partito                                     | Voti  | %     | Seggi | Differenza (%) | /       |
| ---------------------------------------------------------------- | ------------------------------------------- | ----- | ----- | ----- | -------------- | ------- |
|                                                                  | Partito Comunista Italiano                  | 3 288 | 39,86 | 13    | 0,35           | Stabile |
|                                                                  | Democrazia Cristiana                        | 1 488 | 18,04 | 6     | 2,10           | Stabile |
|                                                                  | Partito Socialista Italiano                 | 1 192 | 14,45 | 5     | 2,78           | 1       |
|                                                                  | Sinistra Indipendente                       | 683   | 8,28  | 2     | 0,23           | Stabile |
|                                                                  | Partito Liberale Italiano                   | 654   | 7,93  | 2     | 0,02           | Stabile |
|                                                                  | Partito Repubblicano Italiano               | 443   | 5,37  | 1     | 0,06           | Stabile |
|                                                                  | Partito Socialista Democratico Italiano     | 294   | 3,56  | 1     | 2,66           | 1       |
|                                                                  | Movimento Sociale Italiano-Destra Nazionale | 206   | 2,50  | 0     | -              | -       |
| Totale                                                           | Totale                                      | 8 248 | 100   | 30    |                |         |
| Votanti                                                          | Votanti                                     | 8 667 | 93,16 |       |                |         |
| Elettori                                                         | Elettori                                    | 9 303 | 100   |       |                |         |
| Fonte: Archivio storico delle elezioni - Ministero dell'Interno. |                                             |       |       |       |                |         |

### Beinasco
| Partito                                                          | Partito                                     | Voti   | %     | Seggi | Differenza (%) | /       |
| ---------------------------------------------------------------- | ------------------------------------------- | ------ | ----- | ----- | -------------- | ------- |
|                                                                  | Partito Comunista Italiano                  | 4 939  | 43,67 | 14    | 9,20           | 3       |
|                                                                  | Democrazia Cristiana                        | 2 784  | 25,20 | 8     | 0,54           | Stabile |
|                                                                  | Partito Socialista Italiano                 | 2 306  | 20,39 | 6     | 5,25           | 2       |
|                                                                  | Partito Socialista Democratico Italiano     | 447    | 3,95  | 1     | 0,44           | Stabile |
|                                                                  | Partito Liberale Italiano                   | 358    | 3,17  | 1     | -              | 1       |
|                                                                  | Movimento Sociale Italiano-Destra Nazionale | 288    | 2,55  | 0     | -              | -       |
|                                                                  | Partito Repubblicano Italiano               | 188    | 1,66  | 0     | 0,78           | Stabile |
| Totale                                                           | Totale                                      | 11 310 | 100   | 30    |                |         |
| Votanti                                                          | Votanti                                     | 12 045 | 93,55 |       |                |         |
| Elettori                                                         | Elettori                                    | 12 876 | 100   |       |                |         |
| Fonte: Archivio storico delle elezioni - Ministero dell'Interno. |                                             |        |       |       |                |         |

### Carmagnola
| Partito                                                          | Partito                                     | Voti   | %     | Seggi | Differenza (%) | /       |
| ---------------------------------------------------------------- | ------------------------------------------- | ------ | ----- | ----- | -------------- | ------- |
|                                                                  | Democrazia Cristiana                        | 6 616  | 44,94 | 15    | 1,16           | Stabile |
|                                                                  | Partito Comunista Italiano                  | 3 284  | 22,31 | 7     | 0,60           | Stabile |
|                                                                  | Partito Socialista Italiano                 | 1 638  | 11,13 | 3     | 0,51           | 1       |
|                                                                  | Partito Socialista Democratico Italiano     | 1 628  | 11,06 | 2     | 2,50           | 1       |
|                                                                  | Partito Liberale Italiano                   | 878    | 5,96  | 1     | 1,17           | Stabile |
|                                                                  | Movimento Sociale Italiano-Destra Nazionale | 460    | 3,12  | 1     | 0,16           | Stabile |
|                                                                  | Partito Repubblicano Italiano               | 219    | 1,49  | 0     | 0,32           | Stabile |
| Totale                                                           | Totale                                      | 14 723 | 100   | 30    |                |         |
| Votanti                                                          | Votanti                                     | 15 904 | 92,74 |       |                |         |
| Elettori                                                         | Elettori                                    | 17 149 | 100   |       |                |         |
| Fonte: Archivio storico delle elezioni - Ministero dell'Interno. |                                             |        |       |       |                |         |

### Chieri
| Partito                                                          | Partito                                     | Voti   | %     | Seggi | Differenza (%) | /       |
| ---------------------------------------------------------------- | ------------------------------------------- | ------ | ----- | ----- | -------------- | ------- |
|                                                                  | Democrazia Cristiana                        | 8 231  | 41,74 | 18    | 2,69           | 1       |
|                                                                  | Partito Comunista Italiano                  | 4 986  | 25,29 | 10    | 2,03           | 2       |
|                                                                  | Partito Socialista Italiano                 | 2 987  | 15,15 | 6     | 3,84           | 2       |
|                                                                  | Partito Liberale Italiano                   | 1 077  | 5,46  | 2     | 0,53           | Stabile |
|                                                                  | Partito Repubblicano Italiano               | 1 013  | 5,14  | 2     | 0,88           | Stabile |
|                                                                  | Partito Socialista Democratico Italiano     | 835    | 4,23  | 1     | 0,06           | Stabile |
|                                                                  | Movimento Sociale Italiano-Destra Nazionale | 460    | 3,12  | 1     | 0,16           | Stabile |
| Totale                                                           | Totale                                      | 19 718 | 100   | 40    |                |         |
| Votanti                                                          | Votanti                                     | 21 185 | 92,27 |       |                |         |
| Elettori                                                         | Elettori                                    | 22 961 | 100   |       |                |         |
| Fonte: Archivio storico delle elezioni - Ministero dell'Interno. |                                             |        |       |       |                |         |

### Chivasso
| Partito                                                          | Partito                                     | Voti   | %     | Seggi | Differenza (%) | /       |
| ---------------------------------------------------------------- | ------------------------------------------- | ------ | ----- | ----- | -------------- | ------- |
|                                                                  | Partito Comunista Italiano                  | 5 242  | 30,00 | 10    | 0,66           | Stabile |
|                                                                  | Democrazia Cristiana                        | 4 831  | 27,78 | 9     | 5,67           | 2       |
|                                                                  | Partito Socialista Italiano                 | 4 021  | 23,02 | 7     | 7,51           | 2       |
|                                                                  | Partito Repubblicano Italiano               | 893    | 5,11  | 1     | 1,15           | 1       |
|                                                                  | Partito Liberale Italiano                   | 887    | 5,08  | 1     | 0,17           | Stabile |
|                                                                  | Movimento Sociale Italiano-Destra Nazionale | 836    | 4,79  | 1     | 1,91           | 1       |
|                                                                  | Partito Socialista Democratico Italiano     | 739    | 4,23  | 1     | 0,86           | Stabile |
| Totale                                                           | Totale                                      | 11 471 | 100   | 30    |                |         |
| Votanti                                                          | Votanti                                     | 18 685 | 91,86 |       |                |         |
| Elettori                                                         | Elettori                                    | 20 312 | 100   |       |                |         |
| Fonte: Archivio storico delle elezioni - Ministero dell'Interno. |                                             |        |       |       |                |         |

### Collegno
| Partito                                                          | Partito                                     | Voti   | %     | Seggi | Differenza (%) | /       |
| ---------------------------------------------------------------- | ------------------------------------------- | ------ | ----- | ----- | -------------- | ------- |
|                                                                  | Partito Comunista Italiano                  | 13 015 | 45,51 | 19    | 6,18           | 2       |
|                                                                  | Partito Socialista Italiano                 | 5 737  | 19,62 | 8     | 4,66           | 2       |
|                                                                  | Democrazia Cristiana                        | 5 684  | 19,44 | 8     | 0,24           | Stabile |
|                                                                  | Partito Socialista Democratico Italiano     | 1 467  | 5,02  | 2     | 1,82           | Stabile |
|                                                                  | Partito Liberale Italiano                   | 1 279  | 4,37  | 1     | 0,46           | 1       |
|                                                                  | Partito Repubblicano Italiano               | 1 044  | 3,57  | 1     | 0,58           | Stabile |
|                                                                  | Movimento Sociale Italiano-Destra Nazionale | 1 014  | 3,47  | 1     | 1,91           | 1       |
| Totale                                                           | Totale                                      | 29 240 | 100   | 40    |                |         |
| Votanti                                                          | Votanti                                     | 31 323 | 91,08 |       |                |         |
| Elettori                                                         | Elettori                                    | 34 392 | 100   |       |                |         |
| Fonte: Archivio storico delle elezioni - Ministero dell'Interno. |                                             |        |       |       |                |         |

### Grugliasco
| Partito                                                          | Partito                                     | Voti   | %     | Seggi | Differenza (%) | /       |
| ---------------------------------------------------------------- | ------------------------------------------- | ------ | ----- | ----- | -------------- | ------- |
|                                                                  | Partito Comunista Italiano                  | 9 449  | 44,87 | 19    | 7,59           | 4       |
|                                                                  | Partito Socialista Italiano                 | 5 012  | 23,80 | 10    | 6,11           | 3       |
|                                                                  | Democrazia Cristiana                        | 4 176  | 19,83 | 8     | 0,61           | Stabile |
|                                                                  | Partito Socialista Democratico Italiano     | 982    | 4,66  | 2     | 1,31           | Stabile |
|                                                                  | Movimento Sociale Italiano-Destra Nazionale | 591    | 2,81  | 1     | 0,29           | 1       |
|                                                                  | Partito Repubblicano Italiano               | 465    | 2,21  | 0     | -              | Stabile |
|                                                                  | Partito Liberale Italiano                   | 384    | 1,82  | 0     | 0,32           | Stabile |
| Totale                                                           | Totale                                      | 21 059 | 100   | 40    |                |         |
| Votanti                                                          | Votanti                                     | 22 424 | 91,36 |       |                |         |
| Elettori                                                         | Elettori                                    | 24 546 | 100   |       |                |         |
| Fonte: Archivio storico delle elezioni - Ministero dell'Interno. |                                             |        |       |       |                |         |

### Ivrea
| Partito                                                          | Partito                                     | Voti   | %     | Seggi | Differenza (%) | /       |
| ---------------------------------------------------------------- | ------------------------------------------- | ------ | ----- | ----- | -------------- | ------- |
|                                                                  | Partito Comunista Italiano                  | 5 481  | 29,77 | 9     | 1,80           | Stabile |
|                                                                  | Democrazia Cristiana                        | 4 586  | 24,91 | 8     | 2,69           | 1       |
|                                                                  | Partito Socialista Italiano                 | 2 941  | 15,98 | 5     | 1,43           | 1       |
|                                                                  | Partito Socialista Democratico Italiano     | 2 205  | 11,98 | 4     | 1,35           | 1       |
|                                                                  | Partito Repubblicano Italiano               | 1 597  | 8,68  | 2     | 0,78           | 1       |
|                                                                  | Partito Liberale Italiano                   | 839    | 4,56  | 1     | 1,32           | Stabile |
|                                                                  | Movimento Sociale Italiano-Destra Nazionale | 760    | 4,13  | 1     | 0,22           | Stabile |
| Totale                                                           | Totale                                      | 18 409 | 100   | 30    |                |         |
| Votanti                                                          | Votanti                                     | 19 708 | 88,87 |       |                |         |
| Elettori                                                         | Elettori                                    | 22 176 | 100   |       |                |         |
| Fonte: Archivio storico delle elezioni - Ministero dell'Interno. |                                             |        |       |       |                |         |

### Moncalieri
| Partito                                                          | Partito                                      | Voti   | %     | Seggi | Differenza (%) | /       |
| ---------------------------------------------------------------- | -------------------------------------------- | ------ | ----- | ----- | -------------- | ------- |
|                                                                  | Partito Comunista Italiano                   | 13 597 | 33,55 | 14    | 4,82           | 3       |
|                                                                  | Democrazia Cristiana                         | 10 636 | 26,24 | 11    | 0,28           | Stabile |
|                                                                  | Partito Socialista Italiano                  | 8 286  | 20,45 | 9     | 3,47           | 2       |
|                                                                  | Partito Liberale Italiano                    | 2 288  | 5,65  | 2     | 1,48           | 1       |
|                                                                  | Partito Socialista Democratico Italiano      | 1 949  | 4,81  | 2     | 1,35           | Stabile |
|                                                                  | Partito Repubblicano Italiano                | 1 668  | 4,12  | 1     | 0,07           | Stabile |
|                                                                  | Movimento Sociale Italiano-Destra Nazionale  | 1 479  | 3,65  | 1     | 0,10           | Stabile |
|                                                                  | Partito di Unità Proletaria per il Comunismo | 624    | 1,54  | 0     | –              | –       |
| Totale                                                           | Totale                                       | 40 527 | 100   | 40    |                |         |
| Votanti                                                          | Votanti                                      | 43 245 | 91,96 |       |                |         |
| Elettori                                                         | Elettori                                     | 47 024 | 100   |       |                |         |
| Fonte: Archivio storico delle elezioni - Ministero dell'Interno. |                                              |        |       |       |                |         |

### Nichelino
| Partito                                                          | Partito                                                           | Voti   | %     | Seggi | Differenza (%) | /       |
| ---------------------------------------------------------------- | ----------------------------------------------------------------- | ------ | ----- | ----- | -------------- | ------- |
|                                                                  | Partito Comunista Italiano                                        | 13 099 | 47,73 | 19    | 2,60           | 2       |
|                                                                  | Democrazia Cristiana                                              | 5 938  | 21,86 | 9     | 0,20           | Stabile |
|                                                                  | Partito Socialista Italiano                                       | 5 315  | 19,37 | 8     | 5,13           | 2       |
|                                                                  | Partito Socialista Democratico Italiano-Partito Liberale Italiano | 2 040  | 7,43  | 3     | 1,60           | Stabile |
|                                                                  | Movimento Sociale Italiano-Destra Nazionale                       | 706    | 2,57  | 1     | 0,22           | Stabile |
|                                                                  | Partito Repubblicano Italiano                                     | 285    | 1,04  | 0     | 0,91           | Stabile |
| Totale                                                           | Totale                                                            | 27 443 | 100   | 40    |                |         |
| Votanti                                                          | Votanti                                                           | 29 161 | 92,95 |       |                |         |
| Elettori                                                         | Elettori                                                          | 31 374 | 100   |       |                |         |
| Fonte: Archivio storico delle elezioni - Ministero dell'Interno. |                                                                   |        |       |       |                |         |

### Orbassano
| Partito                                                          | Partito                                     | Voti   | %     | Seggi | Differenza (%) | /       |
| ---------------------------------------------------------------- | ------------------------------------------- | ------ | ----- | ----- | -------------- | ------- |
|                                                                  | Partito Comunista Italiano                  | 3 833  | 33,45 | 12    | 4,92           | Stabile |
|                                                                  | Democrazia Cristiana                        | 2 525  | 22,04 | 7     | 3,84           | 1       |
|                                                                  | Partito Socialista Italiano                 | 2 506  | 21,87 | 7     | 3,79           | 2       |
|                                                                  | Partito Socialista Democratico Italiano     | 735    | 6,41  | 2     | 1,47           | 1       |
|                                                                  | Sinistra Indipendente                       | 592    | 5,17  | 1     | 4,97           | 2       |
|                                                                  | Partito Socialista dei Lavoratori           | 531    | 4,63  | 1     | –              | 1       |
|                                                                  | Movimento Sociale Italiano-Destra Nazionale | 285    | 2,49  | 0     | –              | –       |
|                                                                  | La Via Giusta                               | 241    | 2,10  | 0     | –              | –       |
|                                                                  | Partito Repubblicano Italiano               | 210    | 1,83  | 0     | 1,25           | 1       |
| Totale                                                           | Totale                                      | 11 458 | 100   | 30    |                |         |
| Votanti                                                          | Votanti                                     | 12 223 | 93,96 |       |                |         |
| Elettori                                                         | Elettori                                    | 13 107 | 100   |       |                |         |
| Fonte: Archivio storico delle elezioni - Ministero dell'Interno. |                                             |        |       |       |                |         |

### Pinerolo
| Partito                                                          | Partito                                     | Voti   | %     | Seggi | Differenza (%) | /       |
| ---------------------------------------------------------------- | ------------------------------------------- | ------ | ----- | ----- | -------------- | ------- |
|                                                                  | Democrazia Cristiana                        | 9 153  | 38,46 | 17    | 4,22           | 2       |
|                                                                  | Partito Comunista Italiano                  | 5 697  | 23,94 | 10    | 0,20           | Stabile |
|                                                                  | Partito Socialista Italiano                 | 2 639  | 11,09 | 5     | 0,84           | Stabile |
|                                                                  | Partito Liberale Italiano                   | 2 014  | 8,46  | 3     | 0,58           | Stabile |
|                                                                  | Partito Socialista Democratico Italiano     | 1 177  | 4,95  | 2     | 3,92           | 1       |
|                                                                  | Partito Repubblicano Italiano               | 1 047  | 4,40  | 1     | 0,03           | Stabile |
|                                                                  | Democrazia Proletaria                       | 979    | 4,11  | 1     | 0,75           | Stabile |
|                                                                  | Movimento Sociale Italiano-Destra Nazionale | 634    | 2,66  | 1     | 0,07           | Stabile |
|                                                                  | Lista Civica                                | 497    | 1,92  | 0     | 0,56           | 1       |
| Totale                                                           | Totale                                      | 23 797 | 100   | 40    |                |         |
| Votanti                                                          | Votanti                                     | 25 448 | 90,55 |       |                |         |
| Elettori                                                         | Elettori                                    | 28 105 | 100   |       |                |         |
| Fonte: Archivio storico delle elezioni - Ministero dell'Interno. |                                             |        |       |       |                |         |

### Piossasco
| Partito                                                          | Partito                                     | Voti   | %     | Seggi | Differenza (%) | /       |
| ---------------------------------------------------------------- | ------------------------------------------- | ------ | ----- | ----- | -------------- | ------- |
|                                                                  | Partito Comunista Italiano                  | 2 701  | 29,78 | 7     | 5,28           | Stabile |
|                                                                  | Democrazia Cristiana                        | 1 892  | 20,86 | 5     | 4,47           | 2       |
|                                                                  | Sinistra Indipendente                       | 1 191  | 13,13 | 3     | 14,00          | 3       |
|                                                                  | Partito Socialista Italiano                 | 980    | 10,80 | 2     | 1,86           | Stabile |
|                                                                  | Partito Socialista Democratico Italiano     | 737    | 8,12  | 1     | 1,32           | Stabile |
|                                                                  | Lista Indipendente                          | 648    | 7,14  | 1     | –              | –       |
|                                                                  | Piossasco '80                               | 406    | 4,48  | 1     | –              | –       |
|                                                                  | Indipendenti Socialisti di Piossasco        | 300    | 3,31  | 0     | –              | –       |
|                                                                  | Movimento Sociale Italiano-Destra Nazionale | 216    | 2,38  | 0     | –              | –       |
| Totale                                                           | Totale                                      | 9 071  | 100   | 20    |                |         |
| Votanti                                                          | Votanti                                     | 9 632  | 93,13 |       |                |         |
| Elettori                                                         | Elettori                                    | 10 343 | 100   |       |                |         |
| Fonte: Archivio storico delle elezioni - Ministero dell'Interno. |                                             |        |       |       |                |         |

### Rivalta di Torino
| Partito                                                          | Partito                                     | Voti  | %     | Seggi | Differenza (%) | / |
| ---------------------------------------------------------------- | ------------------------------------------- | ----- | ----- | ----- | -------------- | - |
|                                                                  | Partito Comunista Italiano                  | 2 911 | 35,50 | 11    | 2,42           | 1 |
|                                                                  | Democrazia Cristiana                        | 2 393 | 29,18 | 9     | 10,62          | 4 |
|                                                                  | Partito Socialista Italiano                 | 1 317 | 16,06 | 5     | 1,28           | 1 |
|                                                                  | Partito Repubblicano Italiano               | 558   | 6,80  | 2     | –              | 2 |
|                                                                  | Partito Socialista Democratico Italiano     | 519   | 6,33  | 2     | 1,71           | 1 |
|                                                                  | Movimento Sociale Italiano-Destra Nazionale | 253   | 3,08  | 1     | –              | 1 |
|                                                                  | Partito Liberale Italiano                   | 250   | 3,05  | 0     | –              | – |
| Totale                                                           | Totale                                      | 8 201 | 100   | 30    |                |   |
| Votanti                                                          | Votanti                                     | 8 763 | 92,86 |       |                |   |
| Elettori                                                         | Elettori                                    | 9 437 | 100   |       |                |   |
| Fonte: Archivio storico delle elezioni - Ministero dell'Interno. |                                             |       |       |       |                |   |

### Rivoli
| Partito                                                          | Partito                                     | Voti   | %     | Seggi | Differenza (%) | /       |
| ---------------------------------------------------------------- | ------------------------------------------- | ------ | ----- | ----- | -------------- | ------- |
|                                                                  | Partito Comunista Italiano                  | 12 782 | 40,47 | 17    | 5,03           | 2       |
|                                                                  | Democrazia Cristiana                        | 7 403  | 23,44 | 10    | 1,56           | 2       |
|                                                                  | Partito Socialista Italiano                 | 6 021  | 19,06 | 8     | 3,27           | 1       |
|                                                                  | Partito Liberale Italiano                   | 1 925  | 6,09  | 2     | 1,64           | 1       |
|                                                                  | Partito Socialista Democratico Italiano     | 1 370  | 4,34  | 1     | 1,66           | 1       |
|                                                                  | Movimento Sociale Italiano-Destra Nazionale | 1 097  | 3,47  | 1     | –              | 1       |
|                                                                  | Partito Repubblicano Italiano               | 989    | 3,13  | 1     | 0,02           | Stabile |
| Totale                                                           | Totale                                      | 31 587 | 100   | 40    |                |         |
| Votanti                                                          | Votanti                                     | 33 534 | 92,22 |       |                |         |
| Elettori                                                         | Elettori                                    | 36 364 | 100   |       |                |         |
| Fonte: Archivio storico delle elezioni - Ministero dell'Interno. |                                             |        |       |       |                |         |

### San Mauro Torinese
| Partito                                                          | Partito                                     | Voti   | %     | Seggi | Differenza (%) | /       |
| ---------------------------------------------------------------- | ------------------------------------------- | ------ | ----- | ----- | -------------- | ------- |
|                                                                  | Partito Comunista Italiano                  | 3 045  | 33,30 | 11    | 0,07           | Stabile |
|                                                                  | Democrazia Cristiana                        | 2 903  | 31,74 | 10    | 0,80           | Stabile |
|                                                                  | Partito Socialista Italiano                 | 1 559  | 17,05 | 5     | 5,07           | 1       |
|                                                                  | Mista di Centro                             | 630    | 6,89  | 2     | –              | 2       |
|                                                                  | Lista Civica                                | 410    | 4,48  | 1     | –              | 1       |
|                                                                  | Partito Socialista Democratico Italiano     | 343    | 3,75  | 1     | 1,13           | Stabile |
|                                                                  | Movimento Sociale Italiano-Destra Nazionale | 255    | 2,79  | 0     | –              | –       |
| Totale                                                           | Totale                                      | 9 145  | 100   | 30    |                |         |
| Votanti                                                          | Votanti                                     | 9 665  | 94,16 |       |                |         |
| Elettori                                                         | Elettori                                    | 10 264 | 100   |       |                |         |
| Fonte: Archivio storico delle elezioni - Ministero dell'Interno. |                                             |        |       |       |                |         |

### Settimo Torinese
| Partito                                                          | Partito                                      | Voti   | %     | Seggi | Differenza (%) | Seggi +/- |
| ---------------------------------------------------------------- | -------------------------------------------- | ------ | ----- | ----- | -------------- | --------- |
|                                                                  | Partito Comunista Italiano                   | 11 857 | 43,71 | 18    | 3,85           | 2         |
|                                                                  | Democrazia Cristiana                         | 6 454  | 23,79 | 10    | 1,61           | 1         |
|                                                                  | Partito Socialista Italiano                  | 4 534  | 16,71 | 7     | 0,79           | 1         |
|                                                                  | Partito Socialista Democratico Italiano      | 1 215  | 4,48  | 1     | 0,91           | 1         |
|                                                                  | Partito Liberale Italiano                    | 926    | 3,41  | 1     | 0,01           | Stabile   |
|                                                                  | Partito Repubblicano Italiano                | 762    | 2,81  | 1     | 0,10           | Stabile   |
|                                                                  | Movimento Sociale Italiano-Destra Nazionale  | 735    | 2,71  | 1     | 0,11           | Stabile   |
|                                                                  | Partito di Unità Proletaria per il Comunismo | 644    | 2,37  | 1     | –              | 1         |
| Totale                                                           | Totale                                       | 27 127 | 100   | 40    |                |           |
| Votanti                                                          | Votanti                                      | 29 139 | 92,83 |       |                |           |
| Elettori                                                         | Elettori                                     | 31 388 | 100   |       |                |           |
| Fonte: Archivio storico delle elezioni - Ministero dell'Interno. |                                              |        |       |       |                |           |

### Venaria Reale
| Partito                                                          | Partito                                     | Voti   | %     | Seggi | Differenza (%) | Seggi +/- |
| ---------------------------------------------------------------- | ------------------------------------------- | ------ | ----- | ----- | -------------- | --------- |
|                                                                  | Partito Comunista Italiano                  | 5 827  | 36,35 | 12    | 8,66           | 2         |
|                                                                  | Democrazia Cristiana                        | 3 711  | 23,15 | 8     | 1,75           | 1         |
|                                                                  | Partito Socialista Italiano                 | 3 677  | 22,88 | 7     | 7,25           | 2         |
|                                                                  | Partito Socialista Democratico Italiano     | 1 165  | 7,27  | 2     | 0,67           | Stabile   |
|                                                                  | Alleanza Venariese                          | 669    | 4,17  | 1     | 1,46           | 1         |
|                                                                  | Democrazia Proletaria                       | 389    | 2,43  | 0     | –              | Stabile   |
|                                                                  | Movimento Sociale Italiano-Destra Nazionale | 378    | 2,36  | 0     | –              | Stabile   |
|                                                                  | Partito Repubblicano Italiano               | 224    | 1,40  | 0     | 0,16           | Stabile   |
| Totale                                                           | Totale                                      | 16 030 | 100   | 30    |                |           |
| Votanti                                                          | Votanti                                     | 16 969 | 92,90 |       |                |           |
| Elettori                                                         | Elettori                                    | 18 404 | 100   |       |                |           |
| Fonte: Archivio storico delle elezioni - Ministero dell'Interno. |                                             |        |       |       |                |           |

## Provincia di Alessandria

### Alessandria
| Partito                                                          | Partito                                     | Voti   | %     | Seggi | Differenza (%) | /       |
| ---------------------------------------------------------------- | ------------------------------------------- | ------ | ----- | ----- | -------------- | ------- |
|                                                                  | Partito Comunista Italiano                  | 24 435 | 35,11 | 18    | 2,99           | 2       |
|                                                                  | Democrazia Cristiana                        | 17 328 | 24,89 | 13    | 0,77           | Stabile |
|                                                                  | Partito Socialista Italiano                 | 16 048 | 23,06 | 12    | 3,56           | 2       |
|                                                                  | Partito Socialista Democratico Italiano     | 3 938  | 5,66  | 3     | 1,15           | Stabile |
|                                                                  | Partito Liberale Italiano                   | 2 743  | 3,94  | 2     | 1,05           | 1       |
|                                                                  | Movimento Sociale Italiano-Destra Nazionale | 2 551  | 3,66  | 1     | 0,77           | 1       |
|                                                                  | Partito Repubblicano Italiano               | 1 894  | 2,72  | 1     | 0,87           | Stabile |
|                                                                  | Noi Emigranti                               | 668    | 0,96  | 0     | -              | -       |
| Totale                                                           | Totale                                      | 69 065 | 100   | 50    |                |         |
| Votanti                                                          | Votanti                                     | 74 333 | 92,33 |       |                |         |
| Elettori                                                         | Elettori                                    | 80 509 | 100   |       |                |         |
| Fonte: Archivio storico delle elezioni - Ministero dell'Interno. |                                             |        |       |       |                |         |

### Acqui Terme
| Partito                                                          | Partito                                     | Voti   | %     | Seggi | Differenza (%) | /       |
| ---------------------------------------------------------------- | ------------------------------------------- | ------ | ----- | ----- | -------------- | ------- |
|                                                                  | Partito Comunista Italiano                  | 5 539  | 35,60 | 12    | 8,13           | 2       |
|                                                                  | Democrazia Cristiana                        | 3 951  | 25,40 | 8     | 2,12           | Stabile |
|                                                                  | Partito Socialista Italiano                 | 3 506  | 22,54 | 7     | 12,15          | 4       |
|                                                                  | Partito Socialista Democratico Italiano     | 912    | 5,86  | 1     | 1,13           | 1       |
|                                                                  | Partito Liberale Italiano                   | 726    | 4,67  | 1     | 0,64           | Stabile |
|                                                                  | Partito Repubblicano Italiano               | 643    | 4,13  | 1     | 0,13           | Stabile |
|                                                                  | Movimento Sociale Italiano-Destra Nazionale | 281    | 1,81  | 0     | 1,19           | 1       |
| Totale                                                           | Totale                                      | 15 558 | 100   | 30    |                |         |
| Votanti                                                          | Votanti                                     | 16 457 | 91,75 |       |                |         |
| Elettori                                                         | Elettori                                    | 17 937 | 100   |       |                |         |
| Fonte: Archivio storico delle elezioni - Ministero dell'Interno. |                                             |        |       |       |                |         |

### Casale Monferrato
| Partito                                                          | Partito                                      | Voti   | %     | Seggi | Differenza (%) | /       |
| ---------------------------------------------------------------- | -------------------------------------------- | ------ | ----- | ----- | -------------- | ------- |
|                                                                  | Partito Comunista Italiano                   | 8 416  | 28,71 | 12    | 3,99           | 2       |
|                                                                  | Democrazia Cristiana                         | 8 203  | 27,98 | 12    | 2,70           | 1       |
|                                                                  | Partito Socialista Italiano                  | 7 181  | 24,50 | 10    | 5,42           | 2       |
|                                                                  | Partito Liberale Italiano                    | 1 800  | 6,14  | 2     | 0,12           | Stabile |
|                                                                  | Partito Socialista Democratico Italiano      | 1 392  | 4,75  | 2     | 2,12           | Stabile |
|                                                                  | Movimento Sociale Italiano-Destra Nazionale  | 965    | 3,29  | 1     | 0,84           | Stabile |
|                                                                  | Partito Repubblicano Italiano                | 727    | 2,55  | 1     | 0,15           | Stabile |
|                                                                  | Partito di Unità Proletaria per il Comunismo | 611    | 2,08  | 0     | 1,15           | 1       |
| Totale                                                           | Totale                                       | 29 315 | 100   | 40    |                |         |
| Votanti                                                          | Votanti                                      | 31 176 | 91,55 |       |                |         |
| Elettori                                                         | Elettori                                     | 34 053 | 100   |       |                |         |
| Fonte: Archivio storico delle elezioni - Ministero dell'Interno. |                                              |        |       |       |                |         |

### Novi Ligure
| Partito                                                          | Partito                                      | Voti   | %     | Seggi | Differenza (%) | /       |
| ---------------------------------------------------------------- | -------------------------------------------- | ------ | ----- | ----- | -------------- | ------- |
|                                                                  | Partito Comunista Italiano                   | 9 523  | 43,01 | 19    | 1,89           | Stabile |
|                                                                  | Democrazia Cristiana                         | 5 143  | 23,23 | 10    | 2,34           | 1       |
|                                                                  | Partito Socialista Italiano                  | 2 892  | 13,06 | 5     | 0,59           | Stabile |
|                                                                  | Partito Socialista Democratico Italiano      | 1 488  | 6,72  | 3     | 2,01           | 1       |
|                                                                  | Partito Liberale Italiano                    | 1 390  | 6,28  | 2     | 0,18           | Stabile |
|                                                                  | Movimento Sociale Italiano-Destra Nazionale  | 717    | 3,24  | 1     | 0,18           | Stabile |
|                                                                  | Partito Repubblicano Italiano                | 496    | 2,24  | 0     | 1,85           | 1       |
|                                                                  | Partito di Unità Proletaria per il Comunismo | 494    | 2,23  | 0     | 0,78           | 1       |
| Totale                                                           | Totale                                       | 22 143 | 100   | 40    |                |         |
| Votanti                                                          | Votanti                                      | 23 399 | 93,05 |       |                |         |
| Elettori                                                         | Elettori                                     | 25 147 | 100   |       |                |         |
| Fonte: Archivio storico delle elezioni - Ministero dell'Interno. |                                              |        |       |       |                |         |

### Tortona
| Partito                                                          | Partito                                     | Voti   | %     | Seggi | Differenza (%) | /       |
| ---------------------------------------------------------------- | ------------------------------------------- | ------ | ----- | ----- | -------------- | ------- |
|                                                                  | Partito Comunista Italiano                  | 6 736  | 32,41 | 11    | 4,86           | 1       |
|                                                                  | Democrazia Cristiana                        | 5 778  | 27,80 | 9     | 1,76           | 1       |
|                                                                  | Partito Socialista Italiano                 | 2 943  | 14,16 | 4     | 2,17           | 1       |
|                                                                  | Partito Socialista Democratico Italiano     | 2 322  | 11,17 | 3     | 3,54           | 1       |
|                                                                  | Partito Liberale Italiano                   | 1 272  | 6,12  | 2     | 2,80           | 1       |
|                                                                  | Partito Repubblicano Italiano               | 951    | 4,58  | 1     | 1,47           | Stabile |
|                                                                  | Movimento Sociale Italiano-Destra Nazionale | 578    | 2,78  | 0     | 0,79           | 1       |
|                                                                  | Alternativa Radicale                        | 204    | 0,98  | 0     | -              | -       |
| Totale                                                           | Totale                                      | 20 784 | 100   | 30    |                |         |
| Votanti                                                          | Votanti                                     | 21 859 | 92,40 |       |                |         |
| Elettori                                                         | Elettori                                    | 23 658 | 100   |       |                |         |
| Fonte: Archivio storico delle elezioni - Ministero dell'Interno. |                                             |        |       |       |                |         |

## Provincia di Asti

### Asti
| Partito                                                          | Partito                                     | Voti   | %     | Seggi | Differenza (%) | /       |
| ---------------------------------------------------------------- | ------------------------------------------- | ------ | ----- | ----- | -------------- | ------- |
|                                                                  | Democrazia Cristiana                        | 17 213 | 33,09 | 14    | 1,49           | 1       |
|                                                                  | Partito Comunista Italiano                  | 13 851 | 26,63 | 11    | 5,28           | 2       |
|                                                                  | Partito Socialista Italiano                 | 7 486  | 14,39 | 6     | 1,85           | 1       |
|                                                                  | Partito Socialista Democratico Italiano     | 6 113  | 11,75 | 5     | 2,57           | 1       |
|                                                                  | Partito Liberale Italiano                   | 2 496  | 5,18  | 2     | 1,05           | 1       |
|                                                                  | Partito Repubblicano Italiano               | 2 407  | 4,63  | 1     | 0,08           | Stabile |
|                                                                  | Movimento Sociale Italiano-Destra Nazionale | 1 295  | 2,49  | 1     | 1,07           | Stabile |
|                                                                  | Democrazia Proletaria                       | 959    | 1,84  | 0     | -              | -       |
| Totale                                                           | Totale                                      | 52 018 | 100   | 40    |                |         |
| Votanti                                                          | Votanti                                     | 55 829 | 91,67 |       |                |         |
| Elettori                                                         | Elettori                                    | 60 905 | 100   |       |                |         |
| Fonte: Archivio storico delle elezioni - Ministero dell'Interno. |                                             |        |       |       |                |         |

## Provincia di Cuneo

### Cuneo
| Partito                                                          | Partito                                     | Voti   | %     | Seggi | Differenza (%) | /       |
| ---------------------------------------------------------------- | ------------------------------------------- | ------ | ----- | ----- | -------------- | ------- |
|                                                                  | Democrazia Cristiana                        | 16 993 | 45,10 | 19    | 0,66           | Stabile |
|                                                                  | Partito Socialista Italiano                 | 4 762  | 12,64 | 5     | 3,72           | 2       |
|                                                                  | Partito Comunista Italiano                  | 4 712  | 12,51 | 5     | 3,32           | 1       |
|                                                                  | Partito Socialista Democratico Italiano     | 3 407  | 9,04  | 4     | 1,33           | 1       |
|                                                                  | Partito Liberale Italiano                   | 2 881  | 7,65  | 3     | 1,20           | 1       |
|                                                                  | Partito Repubblicano Italiano               | 2 471  | 6,56  | 2     | 0,24           | Stabile |
|                                                                  | Movimento Sociale Italiano-Destra Nazionale | 1 071  | 2,84  | 1     | 0,03           | Stabile |
|                                                                  | Altra Cuneo                                 | 922    | 2,45  | 1     | -              | 1       |
|                                                                  | Coumboscuro                                 | 461    | 1,22  | 0     | -              | -       |
| Totale                                                           | Totale                                      | 37 680 | 100   | 40    |                |         |
| Votanti                                                          | Votanti                                     | 39 787 | 92,48 |       |                |         |
| Elettori                                                         | Elettori                                    | 43 023 | 100   |       |                |         |
| Fonte: Archivio storico delle elezioni - Ministero dell'Interno. |                                             |        |       |       |                |         |

### Alba
| Partito                                                          | Partito                                     | Voti   | %     | Seggi | Differenza (%) | /       |
| ---------------------------------------------------------------- | ------------------------------------------- | ------ | ----- | ----- | -------------- | ------- |
|                                                                  | Democrazia Cristiana                        | 9 910  | 47,92 | 15    | 4,37           | 1       |
|                                                                  | Partito Comunista Italiano                  | 3 316  | 16,03 | 5     | 2,65           | 1       |
|                                                                  | Partito Repubblicano Italiano               | 2 634  | 12,74 | 4     | 1,65           | 1       |
|                                                                  | Partito Socialista Italiano                 | 2 140  | 10,35 | 3     | 4,75           | 1       |
|                                                                  | Partito Socialista Democratico Italiano     | 1 575  | 7,62  | 2     | 1,35           | Stabile |
|                                                                  | Partito Liberale Italiano                   | 750    | 3,63  | 1     | 0,03           | Stabile |
|                                                                  | Movimento Sociale Italiano-Destra Nazionale | 355    | 1,72  | 0     | 0,01           | Stabile |
| Totale                                                           | Totale                                      | 20 681 | 100   | 30    |                |         |
| Votanti                                                          | Votanti                                     | 21 915 | 93,43 |       |                |         |
| Elettori                                                         | Elettori                                    | 23 456 | 100   |       |                |         |
| Fonte: Archivio storico delle elezioni - Ministero dell'Interno. |                                             |        |       |       |                |         |

### Bra
| Partito                                                          | Partito                                      | Voti   | %     | Seggi | Differenza (%) | /       |
| ---------------------------------------------------------------- | -------------------------------------------- | ------ | ----- | ----- | -------------- | ------- |
|                                                                  | Democrazia Cristiana                         | 6 914  | 40,04 | 13    | 1,22           | 1       |
|                                                                  | Partito Socialista Italiano                  | 2 988  | 17,31 | 6     | 8,60           | 2       |
|                                                                  | Partito Comunista Italiano                   | 2 281  | 13,21 | 4     | 0,20           | Stabile |
|                                                                  | Partito di Unità Proletaria per il Comunismo | 1 494  | 8,65  | 2     | 3,37           | 1       |
|                                                                  | Partito Liberale Italiano                    | 1 147  | 6,64  | 2     | 0,72           | Stabile |
|                                                                  | Partito Socialista Democratico Italiano      | 1 028  | 5,95  | 2     | 0,35           | Stabile |
|                                                                  | Partito Repubblicano Italiano                | 991    | 5,74  | 1     | -              | 1       |
|                                                                  | Movimento Sociale Italiano-Destra Nazionale  | 423    | 2,45  | 0     | -              | Stabile |
| Totale                                                           | Totale                                       | 17 266 | 100   | 30    |                |         |
| Votanti                                                          | Votanti                                      | 18 569 | 93,63 |       |                |         |
| Elettori                                                         | Elettori                                     | 19 833 | 100   |       |                |         |
| Fonte: Archivio storico delle elezioni - Ministero dell'Interno. |                                              |        |       |       |                |         |

### Fossano
| Partito                                                          | Partito                                     | Voti   | %     | Seggi | Differenza (%) | /       |
| ---------------------------------------------------------------- | ------------------------------------------- | ------ | ----- | ----- | -------------- | ------- |
|                                                                  | Democrazia Cristiana                        | 6 866  | 45,41 | 15    | 3,33           | 1       |
|                                                                  | Partito Comunista Italiano                  | 3 164  | 20,93 | 7     | 6,75           | 3       |
|                                                                  | Partito Liberale Italiano                   | 2 118  | 14,01 | 4     | 8,22           | 2       |
|                                                                  | Partito Socialista Italiano                 | 1 122  | 7,42  | 2     | 0,91           | Stabile |
|                                                                  | Partito Repubblicano Italiano               | 856    | 5,66  | 1     | 1,29           | Stabile |
|                                                                  | Partito Socialista Democratico Italiano     | 734    | 4,85  | 1     | 0,59           | Stabile |
|                                                                  | Movimento Sociale Italiano-Destra Nazionale | 260    | 1,72  | 0     | 0,14           | Stabile |
| Totale                                                           | Totale                                      | 15 120 | 100   | 30    |                |         |
| Votanti                                                          | Votanti                                     | 16 316 | 93,06 |       |                |         |
| Elettori                                                         | Elettori                                    | 17 533 | 100   |       |                |         |
| Fonte: Archivio storico delle elezioni - Ministero dell'Interno. |                                             |        |       |       |                |         |

### Mondovì
| Partito                                                          | Partito                                 | Voti   | %     | Seggi | Differenza (%) | /       |
| ---------------------------------------------------------------- | --------------------------------------- | ------ | ----- | ----- | -------------- | ------- |
|                                                                  | Democrazia Cristiana                    | 6 543  | 44,84 | 14    | 0,93           | Stabile |
|                                                                  | Partito Liberale Italiano               | 3 321  | 22,76 | 7     | 2,83           | 1       |
|                                                                  | Partito Comunista Italiano              | 1 693  | 11,60 | 3     | 0,32           | Stabile |
|                                                                  | Partito Socialista Italiano             | 1 434  | 9,83  | 3     | 6,10           | 2       |
|                                                                  | Partito Repubblicano Italiano           | 1 095  | 7,50  | 2     | 2,35           | 1       |
|                                                                  | Partito Socialista Democratico Italiano | 505    | 3,46  | 1     | 0,35           | Stabile |
| Totale                                                           | Totale                                  | 14 591 | 100   | 30    |                |         |
| Votanti                                                          | Votanti                                 | 15 699 | 90,74 |       |                |         |
| Elettori                                                         | Elettori                                | 17 302 | 100   |       |                |         |
| Fonte: Archivio storico delle elezioni - Ministero dell'Interno. |                                         |        |       |       |                |         |

### Saluzzo
| Partito                                                          | Partito                                     | Voti   | %     | Seggi | Differenza (%) | /       |
| ---------------------------------------------------------------- | ------------------------------------------- | ------ | ----- | ----- | -------------- | ------- |
|                                                                  | Democrazia Cristiana                        | 4 462  | 40,13 | 13    | 0,74           | 1       |
|                                                                  | Partito Socialista Italiano                 | 1 755  | 15,79 | 5     | 2,74           | 1       |
|                                                                  | Partito Comunista Italiano                  | 1 491  | 13,41 | 4     | 2,96           | 2       |
|                                                                  | Partito Liberale Italiano                   | 1 412  | 12,70 | 4     | 1,72           | 1       |
|                                                                  | Partito Socialista Democratico Italiano     | 1 146  | 10,31 | 3     | 2,14           | 1       |
|                                                                  | Democrazia Proletaria-Partito Radicale      | 405    | 3,64  | 1     | -              | 1       |
|                                                                  | Movimento Sociale Italiano-Destra Nazionale | 312    | 2,81  | 0     | 0,39           | Stabile |
|                                                                  | Partito Repubblicano Italiano               | 135    | 1,21  | 0     | 0,47           | Stabile |
| Totale                                                           | Totale                                      | 11 118 | 100   | 30    |                |         |
| Votanti                                                          | Votanti                                     | 11 771 | 91,39 |       |                |         |
| Elettori                                                         | Elettori                                    | 12 880 | 100   |       |                |         |
| Fonte: Archivio storico delle elezioni - Ministero dell'Interno. |                                             |        |       |       |                |         |

### Savigliano
| Partito                                                          | Partito                                 | Voti   | %     | Seggi | Differenza (%) | /       |
| ---------------------------------------------------------------- | --------------------------------------- | ------ | ----- | ----- | -------------- | ------- |
|                                                                  | Democrazia Cristiana                    | 5 477  | 42,98 | 14    | 2,16           | 1       |
|                                                                  | Partito Comunista Italiano              | 2 753  | 21,60 | 7     | 2,11           | Stabile |
|                                                                  | Partito Socialista Italiano             | 1 899  | 14,90 | 4     | 0,43           | Stabile |
|                                                                  | Partito Liberale Italiano               | 1 085  | 8,51  | 2     | 1,92           | Stabile |
|                                                                  | Partito Socialista Democratico Italiano | 945    | 7,42  | 2     | 0,71           | Stabile |
|                                                                  | Partito Repubblicano Italiano           | 584    | 4,58  | 1     | 2,46           | 1       |
| Totale                                                           | Totale                                  | 12 743 | 100   | 30    |                |         |
| Votanti                                                          | Votanti                                 | 13 581 | 94,27 |       |                |         |
| Elettori                                                         | Elettori                                | 14 406 | 100   |       |                |         |
| Fonte: Archivio storico delle elezioni - Ministero dell'Interno. |                                         |        |       |       |                |         |

## Provincia di Novara

### Arona
| Partito                                                         | Partito                                     | Voti   | %     | Seggi | Differenza (%) | /       |
| --------------------------------------------------------------- | ------------------------------------------- | ------ | ----- | ----- | -------------- | ------- |
|                                                                 | Democrazia Cristiana                        | 3 695  | 34,97 | 11    | 1,23           | Stabile |
|                                                                 | Partito Comunista Italiano                  | 2 446  | 23,15 | 7     | 3,79           | 1       |
|                                                                 | Partito Socialista Italiano                 | 1 688  | 15,98 | 6     | 2,58           | 2       |
|                                                                 | Partito Socialista Democratico Italiano     | 1 194  | 11,30 | 3     | 1,73           | Stabile |
|                                                                 | Partito Liberale Italiano                   | 598    | 5,66  | 1     | 0,84           | Stabile |
|                                                                 | Partito Repubblicano Italiano               | 479    | 4,53  | 1     | 2,46           | 1       |
|                                                                 | Movimento Sociale Italiano-Destra Nazionale | 465    | 4,40  | 1     | 0,15           | Stabile |
| Totale                                                          | Totale                                      | 10 759 | 100   | 30    |                |         |
| Votanti                                                         | Votanti                                     | 11 506 | 89,42 |       |                |         |
| Elettori                                                        | Elettori                                    | 12 867 | 100   |       |                |         |
| Fonte: rchivio storico delle elezioni - Ministero dell'Interno. |                                             |        |       |       |                |         |

### Domodossola
| Partito                                                          | Partito                                     | Voti   | %     | Seggi | Differenza (%) | /       |
| ---------------------------------------------------------------- | ------------------------------------------- | ------ | ----- | ----- | -------------- | ------- |
|                                                                  | Partito Comunista Italiano                  | 3 836  | 29,50 | 10    | 3,57           | Stabile |
|                                                                  | Democrazia Cristiana                        | 3 771  | 29,00 | 9     | 2,83           | 1       |
|                                                                  | Unione Ossolana per l'Autonomia             | 2 124  | 16,33 | 5     | -              | 5       |
|                                                                  | Partito Socialista Italiano                 | 1 337  | 10,28 | 3     | 6,19           | 2       |
|                                                                  | Partito Socialista Democratico Italiano     | 821    | 6,31  | 2     | 0,30           | Stabile |
|                                                                  | Partito Liberale Italiano                   | 577    | 4,44  | 1     | 1,88           | 1       |
|                                                                  | Movimento Sociale Italiano-Destra Nazionale | 310    | 2,38  | 0     | 1,12           | 1       |
|                                                                  | Partito Repubblicano Italiano               | 227    | 1,75  | 0     | 0,14           | Stabile |
| Totale                                                           | Totale                                      | 13 003 | 100   | 30    |                |         |
| Votanti                                                          | Votanti                                     | 13 867 | 87,27 |       |                |         |
| Elettori                                                         | Elettori                                    | 15 889 | 100   |       |                |         |
| Fonte: Archivio storico delle elezioni - Ministero dell'Interno. |                                             |        |       |       |                |         |

### Omegna
| Partito                                                          | Partito                                      | Voti   | %     | Seggi | Differenza (%) | /       |
| ---------------------------------------------------------------- | -------------------------------------------- | ------ | ----- | ----- | -------------- | ------- |
|                                                                  | Partito Comunista Italiano                   | 4 350  | 40,33 | 14    | 7,17           | 1       |
|                                                                  | Democrazia Cristiana                         | 2 788  | 25,85 | 8     | 1,23           | Stabile |
|                                                                  | Partito Socialista Italiano                  | 1 787  | 16,57 | 5     | 4,43           | 1       |
|                                                                  | Partito Socialista Democratico Italiano      | 542    | 5,02  | 1     | 0,27           | Stabile |
|                                                                  | Partito Liberale Italiano                    | 392    | 3,63  | 1     | 0,48           | Stabile |
|                                                                  | Movimento Sociale Italiano-Destra Nazionale  | 353    | 3,27  | 1     | -              | 1       |
|                                                                  | Partito Repubblicano Italiano                | 306    | 2,84  | 0     | 1,05           | Stabile |
|                                                                  | Partito di Unità Proletaria per il Comunismo | 269    | 2,49  | 0     | -              | Stabile |
| Totale                                                           | Totale                                       | 10 787 | 100   | 30    |                |         |
| Votanti                                                          | Votanti                                      | 11 510 | 91,84 |       |                |         |
| Elettori                                                         | Elettori                                     | 12 532 | 100   |       |                |         |
| Fonte: Archivio storico delle elezioni - Ministero dell'Interno. |                                              |        |       |       |                |         |

### Verbania
| Partito                                                          | Partito                                     | Voti   | %     | Seggi | Differenza (%) | /       |
| ---------------------------------------------------------------- | ------------------------------------------- | ------ | ----- | ----- | -------------- | ------- |
|                                                                  | Partito Comunista Italiano                  | 7 761  | 36,66 | 15    | 0,32           | 1       |
|                                                                  | Democrazia Cristiana                        | 5 565  | 26,29 | 11    | 1,28           | 1       |
|                                                                  | Partito Socialista Italiano                 | 4 020  | 18,99 | 8     | 0,56           | Stabile |
|                                                                  | Movimento Sociale Italiano-Destra Nazionale | 1 395  | 6,59  | 2     | 1,46           | Stabile |
|                                                                  | Partito Socialista Democratico Italiano     | 1 088  | 5,14  | 2     | 0,23           | Stabile |
|                                                                  | Partito Repubblicano Italiano               | 794    | 3,75  | 1     | 0,70           | Stabile |
|                                                                  | Partito Liberale Italiano                   | 546    | 2,58  | 1     | 0,77           | 1       |
| Totale                                                           | Totale                                      | 21 169 | 100   | 40    |                |         |
| Votanti                                                          | Votanti                                     | 22 973 | 89,23 |       |                |         |
| Elettori                                                         | Elettori                                    | 25 745 | 100   |       |                |         |
| Fonte: Archivio storico delle elezioni - Ministero dell'Interno. |                                             |        |       |       |                |         |

## Provincia di Vercelli

### Vercelli
| Partito                                                                                             | Partito                                      | Voti   | %      | Seggi | Differenza (%) | /       |  |
| --------------------------------------------------------------------------------------------------- | -------------------------------------------- | ------ | ------ | ----- | -------------- | ------- |  |
| | Partito Comunista Italiano                   | 13 884 | 35,34  | 16    | 2,00           | Stabile |  |
| | Democrazia Cristiana                         | 11 898 | 31,41  | 14    | 1,40           | 2       |  |
| | Partito Socialista Italiano                  | 5 752  | 15,19  | 6     | 1,51           | 1       |  |
| | Partito Liberale Italiano                    | 2 407  | 6,35   | 2     | 1,25           | Stabile |  |
| | Movimento Sociale Italiano-Destra Nazionale  | 1 633  | 4,31   | 1     | 0,59           | 1       |  |
| | Partito Socialista Democratico Italiano      | 1 503  | 3,97   | 1     | 2,08           | 1       |  |
| | Partito Repubblicano Italiano                | 738    | 1,95   | 0     | 0,97           | 1       |  |
| | Partito di Unità Proletaria per il Comunismo | 561    | 1,48   | 0     | –              | –       |  |
| Totale                                                                                              | Totale                                       | 37 876 | 100,00 | 40    |                |         |  |
| Votanti                                                                                             | Votanti                                      | 40 136 | 92,49  |       |                |         |  |
| Elettori                                                                                            | Elettori                                     | 43 393 | 100,00 |       |                |         |  |
| Fonte: Archivio storico delle elezioni - Ministero dell'Interno, su elezionistorico.interno.gov.it. |                                              |        |        |       |                |         |  |

### Biella
| Partito                                                                                             | Partito                                     | Voti   | %      | Seggi | Differenza (%) | /       |  |
| --------------------------------------------------------------------------------------------------- | ------------------------------------------- | ------ | ------ | ----- | -------------- | ------- |  |
| | Democrazia Cristiana                        | 10 733 | 29,58  | 12    | 1,03           | Stabile |  |
| | Partito Comunista Italiano                  | 10 301 | 28,39  | 12    | 2,27           | 2       |  |
| | Partito Liberale Italiano                   | 5 175  | 14,26  | 6     | 3,07           | 2       |  |
| | Partito Socialista Italiano                 | 3 571  | 9,84   | 4     | 2,04           | 1       |  |
| | Partito Socialista Democratico Italiano     | 3 096  | 8,53   | 2     | 0,84           | Stabile |  |
| | Movimento Sociale Italiano-Destra Nazionale | 1 741  | 4,80   | 2     | 0,44           | Stabile |  |
| | Partito Repubblicano Italiano               | 1 667  | 4,59   | 1     | 0,29           | 1       |  |
| Totale                                                                                              | Totale                                      | 36 284 | 100,00 | 40    |                |         |  |
| Votanti                                                                                             | Votanti                                     | 39 177 | 89,76  |       |                |         |  |
| Elettori                                                                                            | Elettori                                    | 43 646 | 100,00 |       |                |         |  |
| Fonte: Archivio storico delle elezioni - Ministero dell'Interno, su elezionistorico.interno.gov.it. |                                             |        |        |       |                |         |  |

### Borgosesia
| Partito                                                                                             | Partito                                     | Voti   | %      | Seggi | Differenza (%) | Differenza Seggi |
| --------------------------------------------------------------------------------------------------- | ------------------------------------------- | ------ | ------ | ----- | -------------- | ---------------- |
| | Partito Comunista Italiano                  | 3 159  | 29,11  | 10    | 1,05           | Stabile          |
| | Democrazia Cristiana                        | 3 138  | 28,91  | 10    | 2,64           | 1                |
| | Partito Socialista Italiano                 | 1 820  | 16,77  | 5     | 0,38           | Stabile          |
| | Partito Liberale Italiano                   | 978    | 9,01   | 3     | 1,59           | 1                |
| | Partito Socialista Democratico Italiano     | 836    | 7,70   | 2     | 2,23           | 1                |
| | Movimento Sociale Italiano-Destra Nazionale | 434    | 4,00   | 1     | 0,50           | Stabile          |
| | Indipendenti per il Socialismo              | 264    | 2,43   | 0     | 0,04           | Stabile          |
| | Partito Repubblicano Italiano               | 224    | 2,06   | 0     | 1,05           | 1                |
| Totale                                                                                              | Totale                                      | 10 853 | 100,00 | 30    |                |                  |
| Votanti                                                                                             | Votanti                                     | 11 614 | 91,52  |       |                |                  |
| Elettori                                                                                            | Elettori                                    | 12 690 | 100,00 |       |                |                  |
| Fonte: Archivio storico delle elezioni - Ministero dell'Interno, su elezionistorico.interno.gov.it. |                                             |        |        |       |                |                  |

### Cossato
| Partito                                                                                             | Partito                                     | Voti   | %      | Seggi | Differenza (%) | Differenza Seggi |
| --------------------------------------------------------------------------------------------------- | ------------------------------------------- | ------ | ------ | ----- | -------------- | ---------------- |
| | Partito Comunista Italiano                  | 5 171  | 48,25  | 16    | 2,42           | Stabile          |
| | Democrazia Cristiana                        | 2 373  | 22,14  | 7     | 0,86           | Stabile          |
| | Partito Socialista Italiano                 | 1 295  | 12,08  | 4     | 2,02           | Stabile          |
| | Partito Socialista Democratico Italiano     | 776    | 7,24   | 2     | 1,37           | Stabile          |
| | Partito Liberale Italiano                   | 460    | 4,29   | 1     | 1,22           | Stabile          |
| | Partito Repubblicano Italiano               | 236    | 2,20   | 0     | -              | -                |
| | Democrazia Proletaria                       | 207    | 1,93   | 0     | -              | -                |
| | Movimento Sociale Italiano-Destra Nazionale | 199    | 1,86   | 0     | 0,41           | Stabile          |
| Totale                                                                                              | Totale                                      | 10 717 | 100,00 | 30    |                |                  |
| Votanti                                                                                             | Votanti                                     | 11 595 | 91,97  |       |                |                  |
| Elettori                                                                                            | Elettori                                    | 12 608 | 100,00 |       |                |                  |
| Fonte: Archivio storico delle elezioni - Ministero dell'Interno, su elezionistorico.interno.gov.it. |                                             |        |        |       |                |                  |

Template:Navbox